# 愛默·布朗博士
愛默·布朗博士（Emmett Lathrop "Doc" Brown），是《回到未來》系列電影內的主角之一，在電影中他發明了第一台的時光機。此角色是由克里斯多福·洛伊德飾演。在後來的動畫系列中，則由丹·卡斯泰蘭尼塔為其配音。
2008年，在《帝國雜誌》票選的史上百大經典電影角色中，布朗博士排名第二十。

## 在流行文化中出現
1995年，香港電影《百變星君》徐錦江飾演姜師教授，外型戲仿愛默·布朗博士。

## 外部連結
- 互联网电影数据库上愛默·布朗博士的资料（英文）